# Hœnheim
Hœnheim là một xã trong tỉnh Bas-Rhin, thuộc vùng Grand Est của nước Pháp, có dân số là 10.726 người (thời điểm 1999). Xã nằm về phía bắc của Strasbourg.

## Thông tin nhân khẩu
| 1962 | 1968 | 1975 | 1982  | 1990  | 1999  |
| 3787 | 4505 | 8589 | 10432 | 10566 | 10726 |
| ---- | ---- | ---- | ----- | ----- | ----- |

## Điểm tham quan
- Nhà thờ bên cạnh tòa thị chính (được xây dựng trong thế kỷ thứ 17).